# Сейсмічність Великої Британії
Сейсмічність Великої Британії — характеризується відносно помірною інтенсивністю.

## Загальна характеристика
Епіцентри чисельних слабких і помірних землетрусів розташовані переважно вздовж узбережжя Великої Британії. Більшість сейсмічних вогнищ пов'язано із зонами новітніх диференційованих брилових рухів вздовж розломів, що утворили грабени та які характеризуються нечастими 4-5 бальними землетрусами. Достатньо потужні землетруси, щоб завдати серйозної шкоди, малоймовірні. 
Щороку Британська геологічна служба у Великій Британії реєструє від 200 до 300 землетрусів. Незважаючи на віддаленість від найближчої межі плит Серединно-Атлантичного хребта, землетруси відбуваються, коли напруги в земній корі всередині тектонічних плит зменшуються рухом, що відбувається на площинах розломів, які вже існували.
Більш того, в 2018 році, дослідники з Імперського коледжу Лондона виявили два масивних розломи у земній корі, котрі проходять на доволі далекій відстані від узбережжя Британських островів, а саме під столицею Британії, тому у разі великих землетрусів, Лондон може піти під землю. Відзначалося, що один із розломів розташований під центром британської столиці, а другий — під східними районами Лондона, при цьому, за один рік ці тріщини збільшуються на 1-2 мм. Вчені вважають, що землетрус у 6 балів за (шкалою Ріхтера) може стати причиною структурних змін, які зруйнують місто. Тому дослідники підготували проєкт комплексу заходів та споруд, які зможуть захистити столицю від земних поштовхів на найближче сторіччя.

## Землетруси у минулі століття
Значні землетруси у Великій Британії в минулі століття:
- 28 листопада 1880 року, Аргайл (Шотландія), землетрус силою 5,2&nbsp балів[3];
- 1931 рік, землетрус силою 6,1 балів[4];
- 1984 рік, північна частина Уельсу, землетрус силою 5,4 балів[5].

## Землетруси XXI століття

### 2007
У 2007 році сильно відчутний (за шкалою інтенсивності МSK-64) землетрус магнітудою в 4,3 балів (за шкалою Ріхтера) стався в районі міста Фолкстон (Англія). В результаті підземного поштовху було пошкоджено понад 70 будинків і будівель.

### 2008
27 лютого 2008 року, у Великій Британії стався найбільший в історії країни за останні чверть століття помірний (за шкалою інтенсивності МSK-64) землетрус. В найближчому до епіцентру землетрусу, який знаходився за 200 кілометрів на північ від Лондона,  містечку Маркет Рейзен у північному графстві Лінкольншир сила поштовхів становила 5,2 балів (за шкалою Ріхтера). Підземні поштовхи відчули також мешканці Лондона, Ньюкасла, Йоркшира, Манчестера, Норфолка і багатьох місцевостей Англії, Уельсу й півдня Шотландії.

### 2013
18 січня 2013 року, о 05:20 (за Гринвічем), у Великій Британії стався відчутний (за шкалою інтенсивності МSK-64) землетрус магнітудою 3,2 балів (за шкалою Ріхтера). З посиланням на Геологічну службу США (USGS), епіцентр землетрусу знаходився на сході Британії за 31 км на північний захід від Ноттінгема і за 162 км на північний захід від Лондона. Гіпоцентр поштовхів перебував на глибині 10 км.

### 2014
9 жовтня 2014 року у Шотландії стався помірний (за шкалою інтенсивності МSK-64) землетрус магнітудою 5,5 балів (за шкалою Ріхтера). З посиланням на Європейський середземноморський сейсмологічний центр, епіцентр землетрусу знаходився за 214 км на північний захід від міста Единбургу, з гіпоцентром на глибині 120 км. За оцінками, є найсильнішим землетрусом, що стався у Великобританії за останні 100 років.

### 2015
22 травня 2015 року, о 02:52 (за місцевим часом), у Великій Британії у графстві Кент на південному сході Англії стався сильно відчутний (за шкалою інтенсивності МSK-64) землетрус магнітудою 4,2 балів (за шкалою Ріхтера). З посиланням на Британське географічне товариство, підземний поштовх було зафіксовано біля міста Сендвіч з гіпоцентром на глибині 15 км.

### 2018
17 лютого 2018 року, в Уельсі на південному заході острова Велика Британія стався сильно відчутний (за шкалою інтенсивності МSK-64) землетрус магнітудою 4,4 балів (за шкалою Ріхтера). З посиланням на дані Британської геологічної служби, епіцентр землетрусу знаходився за 20 км на північний схід від міста Суонсі, що на півдні Уельсу, з гіпоцентром на глибині 7,4 км.

### 2021
16 листопада 2021 року, близько 03:44 (за місцевим часом), у західній Шотландії стався відчутний (за шкалою інтенсивності МSK-64) землетрус магнітудою 3,1 балів (за шкалою Ріхтера). За повідомленням Геологічної служби США (USGS), епіцентр землетрусу знаходився за 17,7 км на північний захід від міста Лохгілпхед і за 141,6 км на північний захід від Глазго, з гіпоцентром на глибині 10 км.

### 2023
В 2023 році в Англії зафіксовано 53 землетруси магнітудою до 3,8 балів (за шкалою Ріхтера), в тому числі чотири землетруси магнітудою вище 3,0 балів та 19 землетрусів магнітудою від 2,0 до 3,0 балів (за шкалою Ріхтера).

### 2024
29 січня 2024 року, о 19:30 (за місцевим часом), в Шотландія стався відчутний (за шкалою інтенсивності МSK-64) землетрус магнітудою 3,3 балів (за шкалою Ріхтера). Епіцентр землетрусу перебував за 8,1 км від міста Тоберморі. Гіпоцентр землетрусу знаходився на глибині 7 км і був досить відчутний на місцевості.
27 червня 2024 року, о 17:30 (за місцевим часом), в Північному морі поблизу острова Mersea Island (Великобританія) стався ледве відчутний (за шкалою інтенсивності МSK-64) землетрус магнітудою 2,3 балів (за шкалою Ріхтера). Гіпоцентр землетрусу знаходився на глибині 13 км і, згідно повідомлень, відчувався людьми безпосередньо поблизу епіцентру.

## Цікаві факти
Село Моверн у Шотландському нагір'ї (Велика Британія) є осередком сейсмічної активності та часто страждає від підземних поштовхів, хоча в цьому районі немає нічого, окрім пагорбів і річок та дороги Сінгл-Файл, що веде до Морверна. На початку лютого 2024 року, як повідомила Daily Star, спокій мешканців села було порушено тричі за місяць, а саме: перший підземний поштовх, який був зафіксований 1 лютого Британською геологічною службою (BGS), становив 2,8 балів (за шкалою Ріхтера), другий силою 1,4 балів (за шкалою Ріхтера) — стався лише за кілька хвилин по тому, а третій поштовх стався рано вранці 27 лютого і становив також 1,4 балів (за шкалою Ріхтера). Гіпоцентри землетрусів перебували на глибині близько 8 км.
7, 8 та 9 червня 2024 року, як повідомила телерадіомовна корпорація BBC, аншлагові концерти Тейлор Свіфт у місті Единбурзі (Шотландія), спричинили сейсмічну активність, яку зафіксували станції моніторингу Британської геологічної служби (BGS) на відстані 6 км від місця, де відбувався концерт. 7 червня шоу було найгучнішим: слухачі змусили землю рухатися на 23,4 нм порівняно з 22,8 нм і 23,3 нм 8 та 9 червня відповідно. Сейсмічна активність переважно була викликана танцями та досягла піка в 160 ударів на хвилину, фанати створили близько 80 кВт енергії. Це не вперше шанувальники Свіфт спричиняють землетрус. Подібну сейсмічну активність вже фіксували під час концертів співачки у містах Сіетлі та Лос-Анджелесі (США), де сейсмічна активність досягла рівня еквівалентного землетрусу магнітудою 2,3 балів (за шкалою Ріхтера).